# تپه حسینقلی خان
تپه حسینقلی خان در بخش محمدیار، روستای حسینقلی خان واقع شده و این اثر در تاریخ ۵ آذر ۱۳۸۰ با شمارهٔ ثبت ۴۳۹۷ به‌عنوان یکی از آثار ملی ایران به ثبت رسیده است.